# Flabellinia
Flabellinia – podgromada ameb należących do supergrupy Amoebozoa w klasyfikacji Cavaliera-Smitha. Klasyfikacja Adla traktuje Flabellinia jako klad.
Należą tutaj następujące rzędy według Cavalier-Smitha:
- Dactylopodida Smirnov i inni, 2005
- Vannellida Smirnov i inni, 2005
- Himatismenida Page, 1987
- Stygamoebida Smirnov i Cavalier-Smith, 2011
- Pellitida Smirnov i Cavalier-Smith
- Trichosida Moebius, 1889

W klasyfikacji Adla wyróżniamy tylko 4 klady:
- Pellitida Smirnov i Cavalier-Smith
- Trichosphaerium Schaudinn, 1899
- Dactylopodida Smirnov i inni, 2005
- Vannellida Smirnov i inni, 2005